# Hôtel de Salm

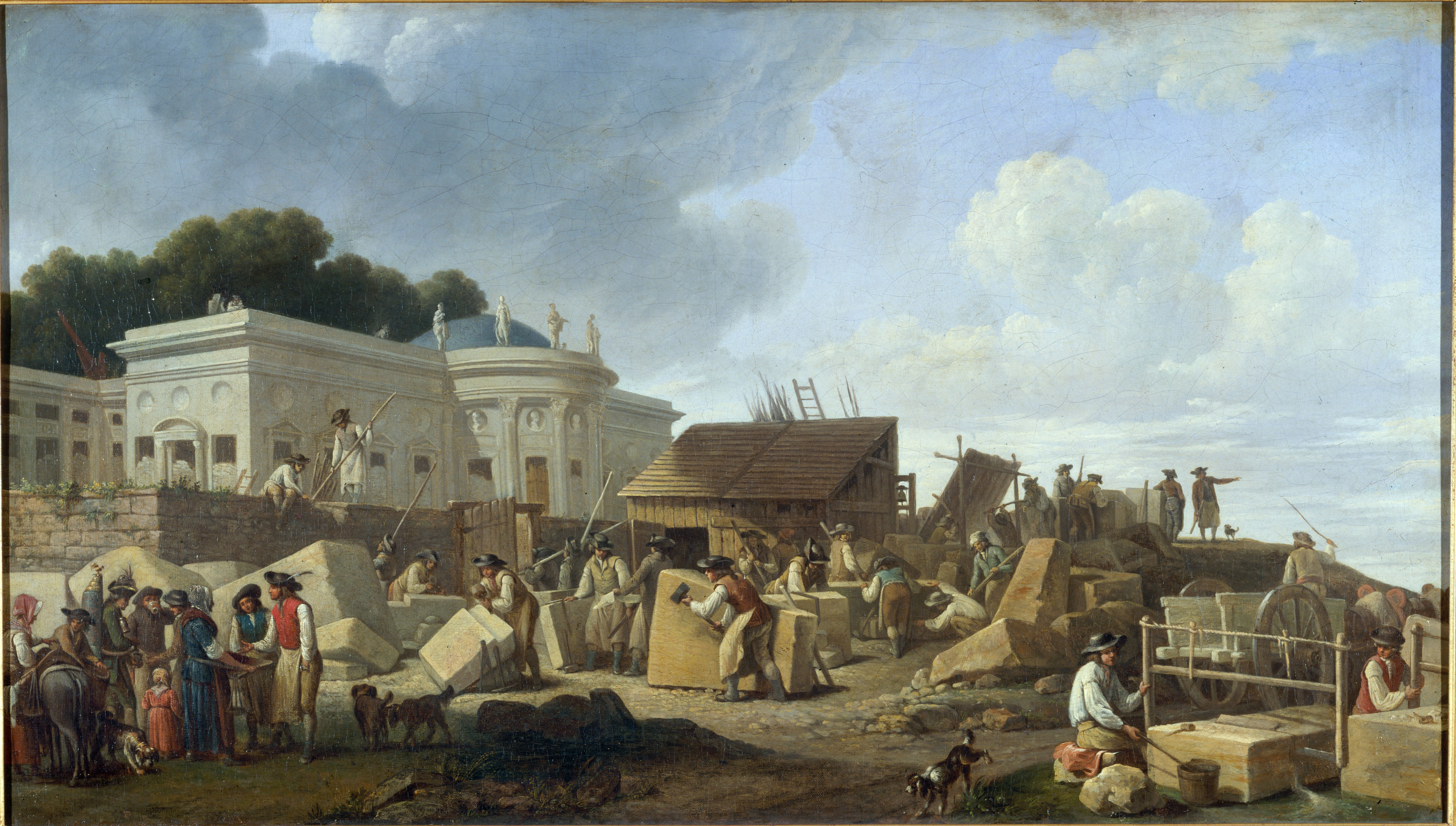
Schilderij van de bouw in het Musée Carnavalet.

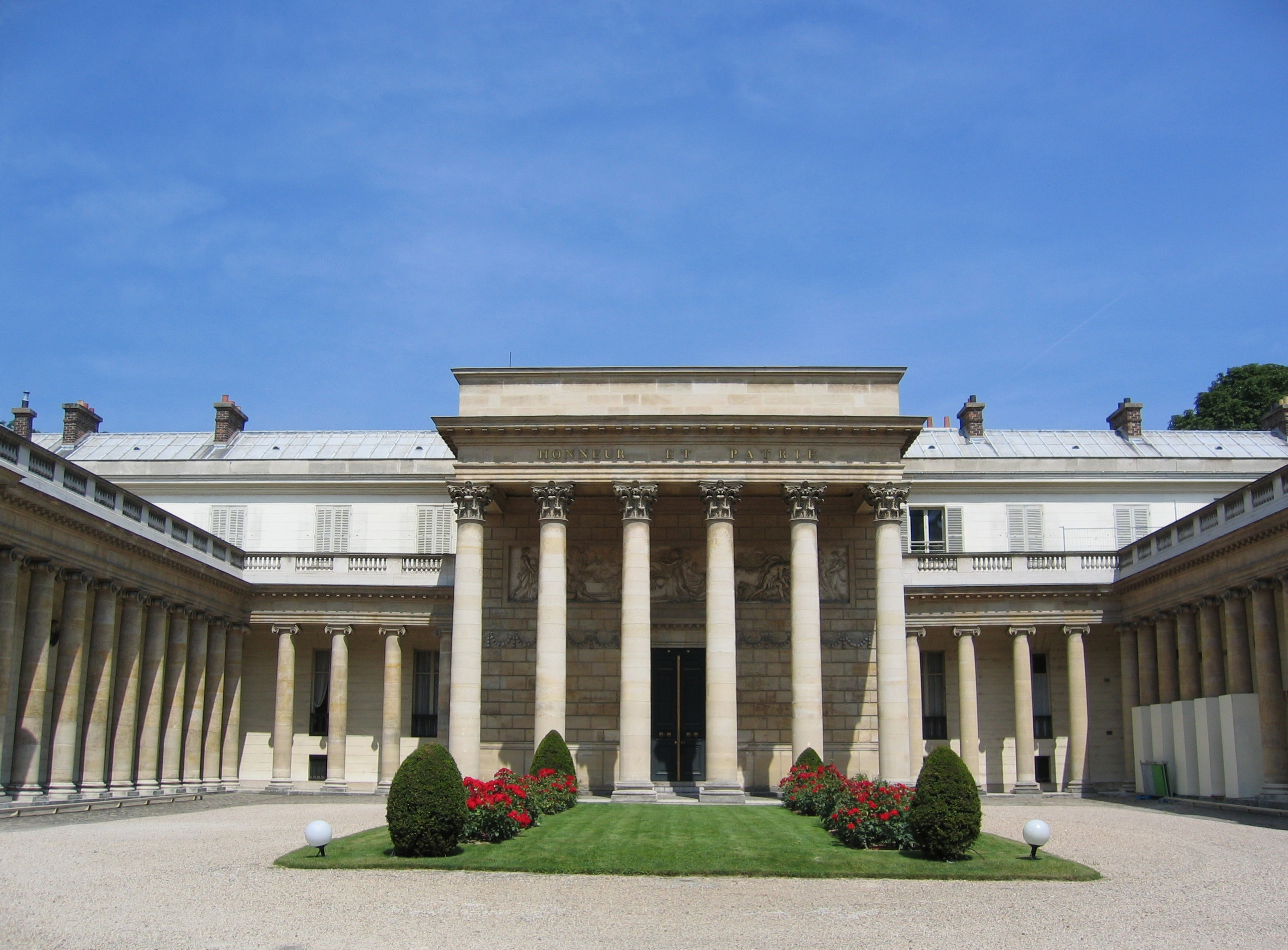
Cour d'honneur of erehof van het hôtel de Salm

Het Hôtel de Salm of Palais de la Légion d'honneur is gebouwd als het stadspaleis van de Duitse prins Frederik III van Salm-Kyrburg (1746-1794) en Françoise van Hohenzollern-Sigmaringen in Parijs.
Het neoclassicistische gebouw werd ontworpen door de architecten Pierre Rousseau en Jacques-Denis Antoine en het ontwerp heeft grote invloed gehad, onder andere op het Witte Huis in Washington. Het ligt in het 7e arrondissement van Parijs aan de Seine en de quai Anatole-France.
De prins werd op 26 juli 1794 een slachtoffer van de Franse Revolutie, Het nog niet afgebouwde hotel werd een revolutionaire club, de Club de Salm die door Madame de Staël werd gefrequenteerd. Tijdens het Directoire werden er intekenbals gegeven maar de politie sloot het ooit zo voorname adres wegens prostitutie.
Napoleon Bonaparte gaf het paleisje terug aan de familie Salm. In 1804 kocht de Franse staat het gebouw aan om het pas ingestelde Legioen van Eer te kunnen vestigen.
Tijdens het neerslaan van de Parijse Commune in 1871 werd ook dit paleis door de "pétroleuses", politiek gemotiveerde brandstichtsters verwoest. Na een collecte onder de dragers van het Legioen van Eer en de Médaille militaire kon het worden herbouwd. Het interieur is nu een gaaf voorbeeld van de officiële stijl van de Derde Republiek.
Ooit lag het Hôtel de Salm aan de Seine maar de later aangelegde quai Anatole-France heeft de plaats van de terrassen en de tuin ingenomen.
Het "Palais de la Légion d'honneur" is een veelbewonderd en vaak geïmiteerd bouwwerk. Kopieën zijn:
- Het Witte Huis in Washington D.C. gebouwd voor Thomas Jefferson die het Hotel de Salm goed kende uit zijn ambtsperiode als ambassadeur in Parijs.
- De villa van de rijke diamantair Jules Porgès in Rochefort-en-Yvelines
- Het in 1900 in San Francisco in Californië gebouwde tentoonstellingsgebouw, het California Palace of the Legion of Honor.